# Eugen Lindau

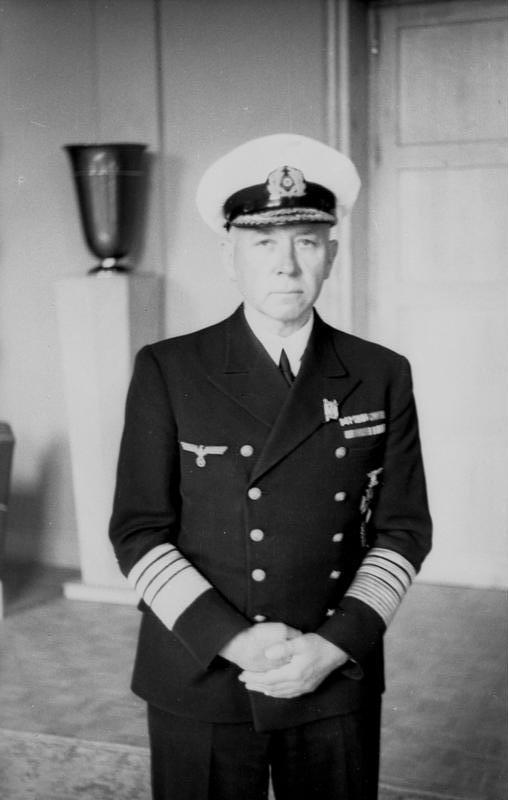
Eugen Lindau (1942)

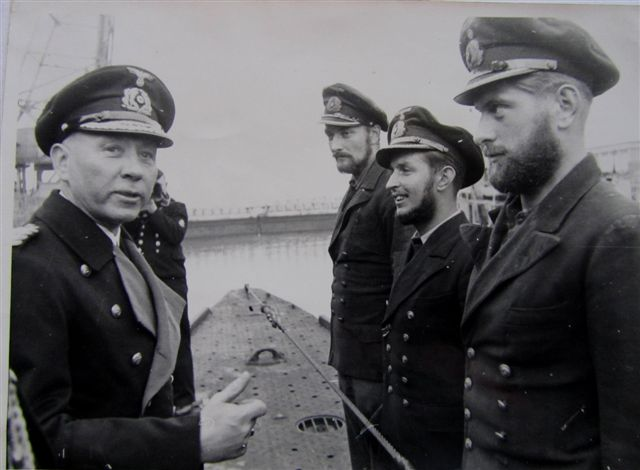
Lindau beim Empfang von U 129 in Lorient (1941)

Eugen Lindau (* 3. Mai 1883 in Magdeburg; † 10. Mai 1960 in Hamburg) war ein deutscher Admiral im Zweiten Weltkrieg.

## Leben
Lindau trat am 1. April 1903 als Seekadett in die Kaiserliche Marine ein, absolvierte seine Schiffsausbildung auf der Kreuzerfregatte Stein und kam dann an die Marineschule Mürwik. Anschließend erfolgte am 1. Oktober 1905 seine Versetzung auf das Linienschiff Elsass und seine Beförderung zum Leutnant zur See am 28. September 1906. Vom 1. Oktober 1908 bis 1. Juli 1914 gehört er der I. Torpedodivision an und war dort zunächst als Wachoffizier auf verschiedenen Torpedobooten im Einsatz. Ab November 1912 bis Mai 1914 fungierte Oberleutnant zur See Lindau (seit 10. November 1908) zeitweise als Kommandant des Torpedobootes S 142. Im Juni 1914 erfolgte seine Versetzung zur II. Torpedoboot-Flottille, der er über den Ausbruch des Ersten Weltkriegs hinaus bis Mitte Juni 1915 angehören sollte. Der am 13. Oktober 1914 zum Kapitänleutnant beförderte Lindau kommandierte in der Zeit das Torpedoboot S 144 und nach seiner Versetzung zur III. Torpedobootsflottille das Torpedoboot V 100.

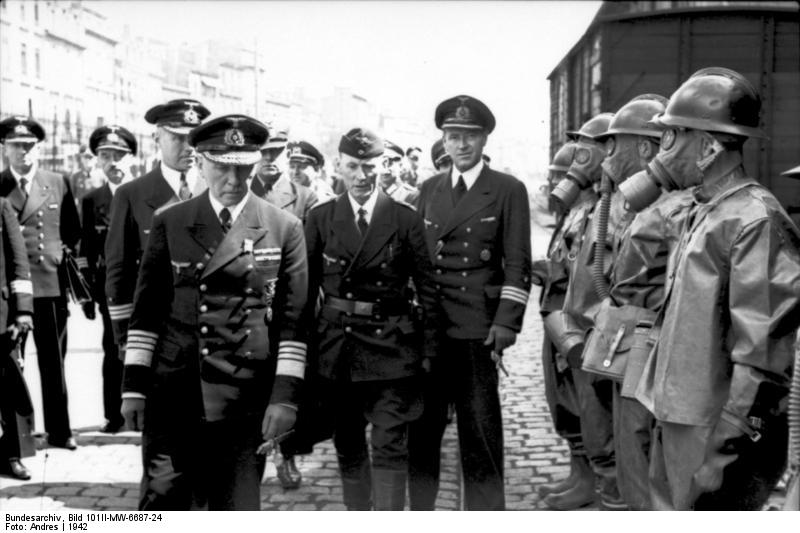
Inspektion in Bordeaux, 1942.

Nach Kriegsende war er kurzzeitig Adjutant der Inspektion des Torpedowesens, bevor er von Dezember 1918 bis Ende Juli 1919 als Kompaniechef im 1. Garde-Reserveregiment diente. Anschließend war er bis zum 31. Mai 1920 Bataillonskommandeur in der II. Marine-Brigade und wurde dann in die Reichsmarine übernommen. Bis 12. April 1921 war er Kommandeur der I. Abteilung der Schiffsstammdivision der Nordsee. Vom 13. April bis 24. Mai 1921 gehörte Lindau dem Schiffstamm des Kleinen Kreuzers Arcona an, bevor er anschließend als Erster Offizier auf dem Schiff eingesetzt und in dieser Funktion am 1. Juli 1921 zum Korvettenkapitän befördert wurde. Vom 11. November 1922 bis 9. Oktober 1923 kommandierte er wieder die I. Abteilung der Schiffstammdivision der Nordsee und versah anschließend bis 26. Oktober 1926 Dienst als Referent in der Marineoffizierspersonalabteilung (P A) der Marineleitung. Anschließend war Lindau bis 9. Oktober 1929 Kommandeur der II. Abteilung der Schiffstammdivision der Ostsee und wurde als solcher am 1. Mai 1928 Fregattenkapitän. Am 1. Oktober 1929 wurde Lindau dem Schiffstamm der Karlsruhe zugeteilt und von der Indienststellung des Kleinen Kreuzers war er bis zum 25. September 1931 dessen Kommandant. Am 1. Februar 1930 wurde er Kapitän zur See. Es folgte seine Verwendung als Kommandant von Swinemünde. Zeitgleich mit seiner Beförderung zum Konteradmiral am 1. Oktober 1933 übernahm Lindau als Leiter die Reichsmarinestelle Hamburg. In dieser Funktion war er zeitgleich auch bis 30. September 1934 Wehrgaubefehlshaber Hamburg. Lindau war dann bis 5. Oktober 1936 Admiral der Kriegsmarinedienststelle Hamburg und wurde anschließend als Inspekteur der Wehrersatzinspektion Elbing eingesetzt. Dort erfolgte am 1. Oktober 1937 die Beförderung zum Vizeadmiral. Ab 22. August 1938 war er Inspekteur der Wehrersatzinspektion Bremen.
Lindau wurde am 31. Dezember 1939 verabschiedet, jedoch einen Tag später bereits wieder zur Verfügung der Kriegsmarine gestellt und als stellvertretender Reichskommissar dem Prisenhof Hamburg zugeteilt. Am 26. Mai 1940 wurde er Marinebefehlshaber Nordfrankreich und ab 20. Februar 1941 war er Marinebefehlshaber Westfrankreich. Am 1. März 1942 erfolgte die Beförderung zum Admiral z.V.; Lindau war vom 8. bis 31. August 1942 zur Verfügung des Kommandierenden Admirals der Marinestation der Nordsee gestellt, anschließend wurde er aus dem aktiven Dienst entlassen und in den Ruhestand verabschiedet.

## Auszeichnungen
- Eisernes Kreuz (1914) II. und I. Klasse[1]
- Ritterkreuz des Königlichen Hausordens von Hohenzollern mit Schwertern[1]
- Preußischer Kronenorden IV. Klasse[1]
- Marineverwundetenabzeichen in Schwarz[1]
- Preußische Rettungsmedaille am Bande[1]
- Ritterkreuz II. Klasse des Hausordens vom Weißen Falken mit Schwertern[1]
- Silberne Liakat-Medaille mit Säbeln[1]
- Eiserner Halbmond[1]